# Фрайенвилль
Фрайенвилль (нем. Freienwill) — община в Германии, в земле Шлезвиг-Гольштейн. 
Входит в состав района Шлезвиг-Фленсбург. Подчиняется управлению Хюруп.  Население составляет 1512 человек (на 31 декабря 2010 года). Занимает площадь 15,31 км².